# Liste der Bodendenkmale in Kasel-Golzig
Die Liste der Bodendenkmale in Kasel-Golzig enthält alle Bodendenkmale der brandenburgischen Gemeinde Kasel-Golzig und ihrer Ortsteile. Grundlage ist die Veröffentlichung der Landesdenkmalliste mit dem Stand vom 31. Dezember 2020. Die Baudenkmale sind in der Liste der Baudenkmale in Kasel-Golzig aufgeführt.
|    | Gemarkung                   | Flur | Kurzansprache | Bodendenkmalnummer | Bemerkung | Bild |
| -- | --------------------------- | ---- | --- | ------------------ | --------- | ---- |
| 1  | Jetsch (Lage)               | 1    | Gräberfeld Bronzezeit | 10129              |           |      |
| 2  | Jetsch (Lage)               | 1    | Siedlung Bronzezeit | 10130              |           |      |
| 3  | Jetsch (Lage)               | 1    | Siedlung Ur- und Frühgeschichte, Siedlung slawisches Mittelalter | 10131              |           |      |
| 4  | Jetsch (Lage)               | 1, 2 | Dorfkern deutsches Mittelalter, Kirche deutsches Mittelalter, Kirche Neuzeit, Friedhof deutsches Mittelalter, Friedhof Neuzeit, Dorfkern Neuzeit                                                                                    | 12897              |           |      |
| 5  | Jetsch (Lage)               | 2    | Siedlung Eisenzeit | 13060              |           |      |
| 6  | Jetsch (Lage)               | 2    | Siedlung Urgeschichte | 13062              |           |      |
| 7  | Jetsch, Kasel-Golzig (Lage) | 2, 1 | Siedlung Urgeschichte | 13061              |           |      |
| 8  | Kasel-Golzig (Lage)         | 1    | Burgwall slawisches Mittelalter | 12285              |           |      |
| 9  | Kasel-Golzig (Lage)         | 1    | Siedlung slawisches Mittelalter, Siedlung Urgeschichte | 12286              |           |      |
| 10 | Kasel-Golzig (Lage)         | 1    | Siedlung Bronzezeit | 12287              |           |      |
| 11 | Kasel-Golzig (Lage)         | 2    | Siedlung römische Kaiserzeit | 12288              |           |      |
| 12 | Kasel-Golzig (Lage)         | 1    | Siedlung Bronzezeit, Siedlung Eisenzeit | 12289              |           |      |
| 13 | Kasel-Golzig (Lage)         | 1    | Kirche deutsches Mittelalter, Friedhof deutsches Mittelalter, Turmhügel deutsches Mittelalter, Schloss Neuzeit, Dorfkern deutsches Mittelalter, Friedhof Neuzeit, Siedlung Ur- und Frühgeschichte, Kirche Neuzeit, Dorfkern Neuzeit | 12290              |           |      |
| 14 | Kasel-Golzig (Lage)         | 1    | Siedlung Urgeschichte | 12291              |           |      |
| 15 | Kasel-Golzig (Lage)         | 1    | Siedlung Bronzezeit | 12292              |           |      |
| 16 | Kasel-Golzig (Lage)         | 1    | Dorfkern Neuzeit, Turmhügel deutsches Mittelalter, Dorfkern deutsches Mittelalter, Turmhügel Neuzeit | 12322              |           |      |
| 17 | Zauche (Lage)               | 3    | Gräberfeld Bronzezeit | 10101              |           |      |
| 18 | Zauche (Lage)               | 3    | Siedlung Urgeschichte | 10102              |           |      |
| 19 | Zauche (Lage)               | 2, 3 | Dorfkern Neuzeit, Siedlung Urgeschichte, Dorfkern deutsches Mittelalter | 12903              |           |      |